# Alone Again (Naturally)
Alone Again (Naturally) är en popballad komponerad av den irländske musikern Gilbert O'Sullivan. Den spelades in 1971 och utgavs av honom som singel 1972. Den medtogs på vissa europeiska utgåvor av albumet Back to Front som utkom senare samma år, dock inte de brittiska eller amerikanska versionerna.
Låten har funnits med i filmerna Virgin Suicides, Stuart Little 2 och Fäst vid dig.
I Sverige har Sylvia Vrethammar sjungit in den med den svenska texten "Han gick sin väg (givetvis)".

## Listplaceringar
| Lista (1972)   | Position                              |
| -------------- | ------------------------------------- |
| Australien     | 2 (Go Set)                            |
| Danmark        | 8 (DR "Top 10")                       |
| Frankrike      | 1                                     |
| Irland         | 2                                     |
| Kanada         | 1 (RPM)                               |
| Nederländerna  | 18                                    |
| Nya Zeeland    | 2 (NZ Listner)                        |
| Spanien        | 2                                     |
| Storbritannien | 3 (UK Singles Chart)                  |
| Sverige        | - (Testad på Tio i topp, ej inröstad) |
| USA            | 1 (Billboard Hot 100)                 |
| Västtyskland   | 33                                    |